# Juan de la Corte

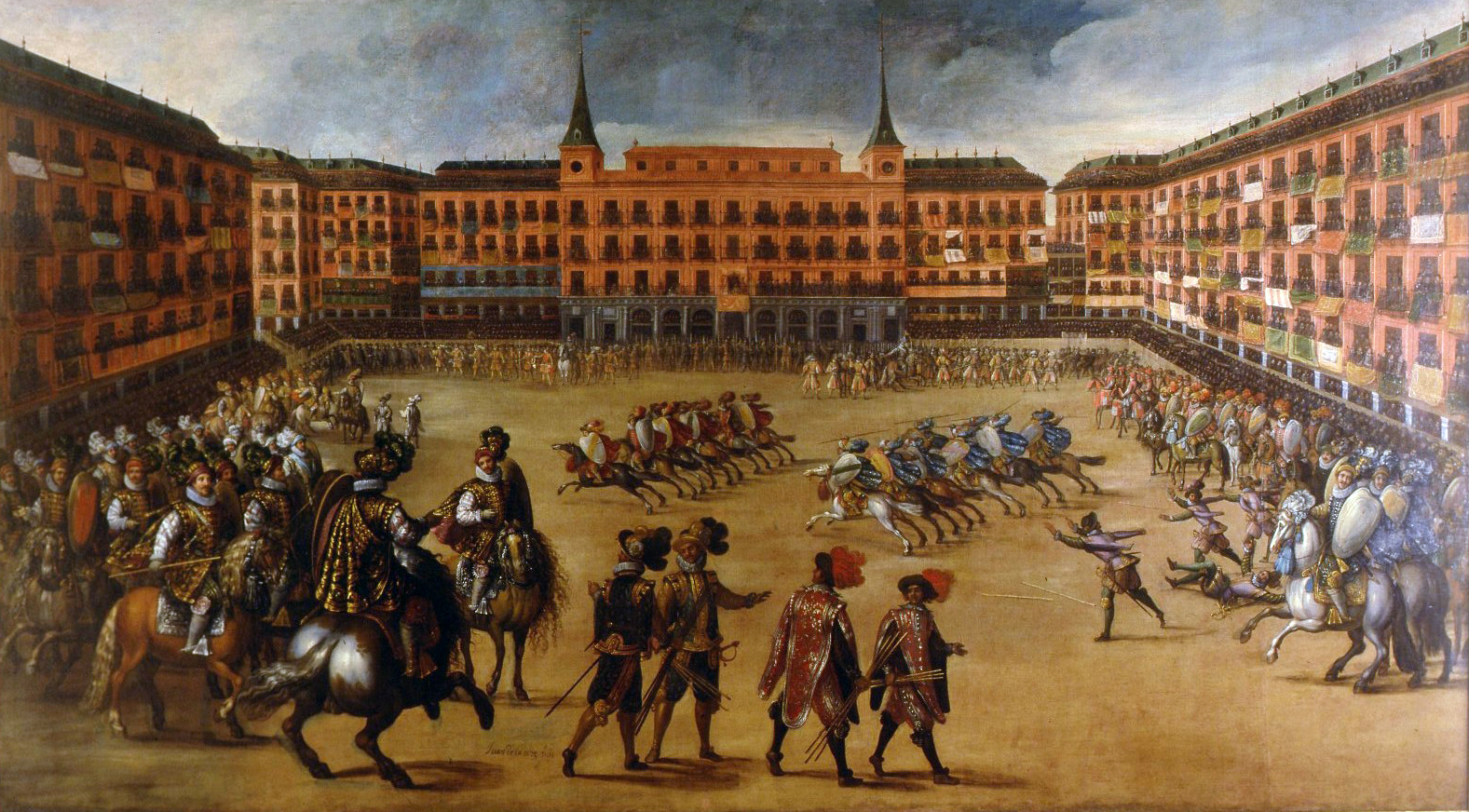
Fiesta en la Plaza Mayor de Madrid, c. 1630. Óleo sobre lienzo, 158 x 285 cm, Madrid, Museo de Historia de Madrid.

Juan de la Corte (c. 1585-1662) fue un pintor barroco flamenco, natural de Amberes, aunque Antonio Palomino dice que nació en Madrid, donde estaba avecindado ya en 1613 tras, según su propia declaración, ejercer muchos años en su patria.

## Biografía
La primera noticia relativa a Juan de la Corte se refiere a una pintura desconocida que hacía para el Palacio del Pardo en 1613. Debió de seguir trabajando para la Corte en años sucesivos pues, al quedar vacante en 1627 la plaza de pintor del rey que ocupaba Bartolomé González, es uno de los doce pintores que la solicita, indicando en el memorial que llevaba prestando servicios al rey desde 1615. La plaza, en aquel momento, se dejó sin cubrir y no parece que llegase a desempeñar nunca tal cargo, pese a lo que afirma Palomino, quien dice que fue pintor del rey «aunque no el de más lucida habilidad».
Consta que en 1637 residía en la calle del Barquillo, casado con Francisca de Salazar. En 1641 el embajador de Módena en Madrid decía que Juan de la Corte era muy estimado por sus retratos ecuestres, a los que ponía el paisaje Antonio de Puga, de los que ninguno se conserva. El 12 de mayo de 1662 hizo testamento y probablemente muriese el mismo año, declarándose pobre, sin bienes y viviendo de limosna en casa de su nuera, viuda de Lucas de la Corte, su hijo. Tenía seis nietos, uno de los cuales, Gabriel de la Corte, podría ser el pintor de flores activo a finales de la centuria.

## Obra

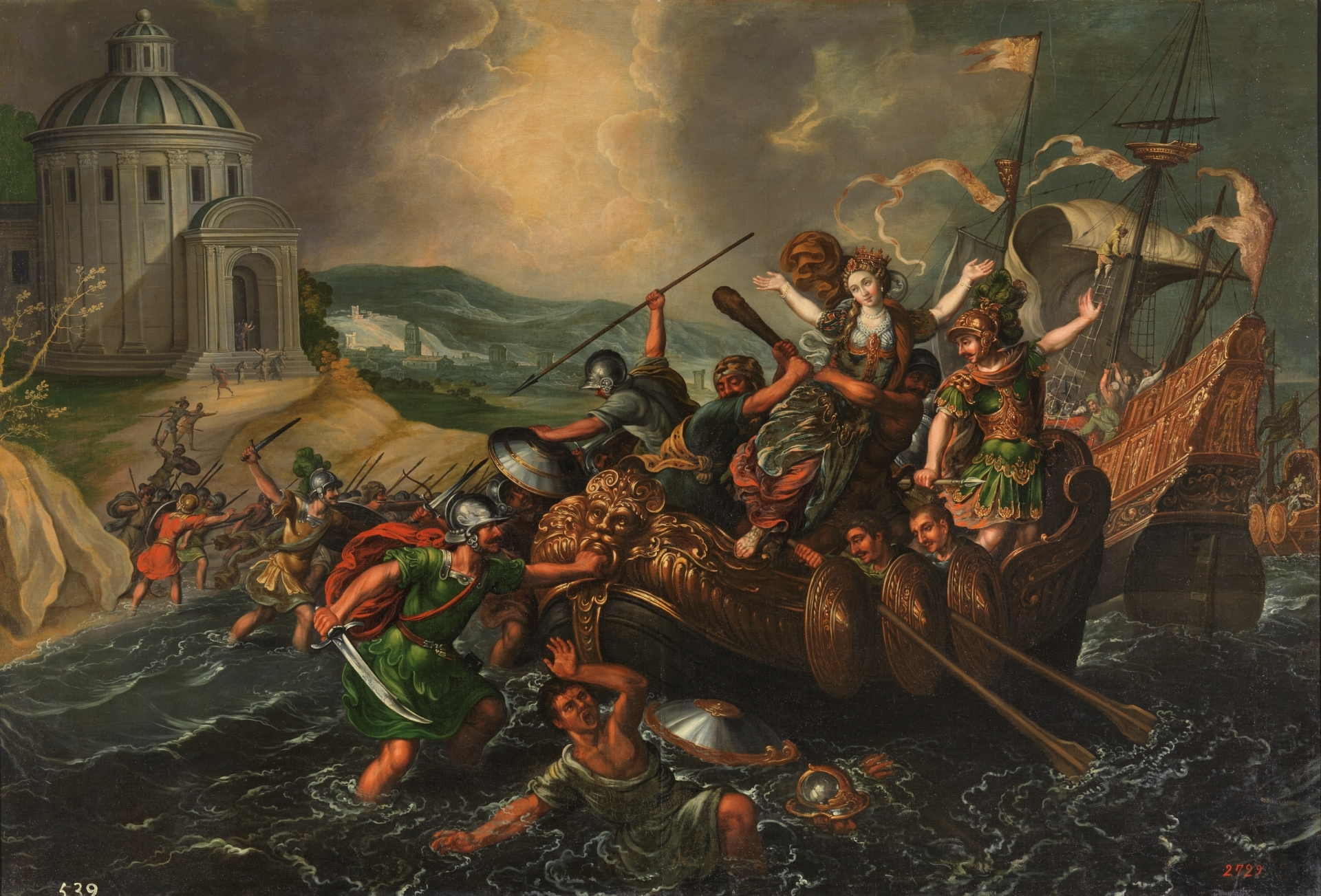
Rapto de Elena, óleo sobre lienzo, 150 x 222 cm. Madrid, Museo del Prado.

Juan de la Corte fue, según declaraba en el memorial de 1627, pintor de «arquitecturas, batallas y países». De este género de pinturas se conservan abundantes obras firmadas o documentadas desde 1623 -Fiesta en la Plaza Mayor de Madrid en honor del Príncipe de Gales- manifestando siempre su formación flamenca y la utilización de estampas del mismo origen. Sus paisajes y perspectivas arquitectónicas suelen poblarse de menudas figuras formando escenas bíblicas o mitológicas. En ocasiones se agrupan en series, como la dedicada a las Victorias de Carlos V, conservada en la Embajada de España en Londres, o las pertenecientes al ciclo de la Historia de Troya, que abordó en más de una ocasión. A una de ellas, originalmente en el Palacio del Buen Retiro, pertenecen los lienzos del Rapto de Elena y el Incendio de Troya del Museo del Prado. Al mismo museo pertenece la Batalla de Gascona, perteneciente a una serie de batallas de la historia moderna de la que existe alguna otra pieza dispersa.
Pintó también una serie de historias del Antiguo Testamento para el Buen Retiro, perdida, aunque se conservan ejemplares sueltos de la misma historia, como la Destrucción del ejército de Senaquerib del Museo Cerralbo, firmada en 1642. El paso de los años no afectó a la pintura de Juan de la Corte, anclado en unos modelos que resultaban cada vez más arcaicos, aunque la introducción de asuntos poco frecuentes, como los temas mitológicos, hizo que fuese un pintor estimado, como muestran los inventarios de la época, en los que con frecuencia se citan países y batallas pintados por él.